# Villa Somaglia-Balconi
Villa Somaglia-Balconi è un complesso situato a Brugherio, composto da una villa padronale e da alcuni aggregati rustici, separati dalla struttura originaria della villa da via Marsala, che da Moncucco conduce a Carugate.

## Storia
Le notizie relative a questo edificio sono piuttosto scarse. Il complesso sorge in località Pobbia, un tempo compresa nel comune di Moncucco dove già nel 1457 è documentata una cascina "Pobia".
Nel 1459 il nobile Francesco Pestagalli, proprietario della Cascina "Pobia", ricevette il privilegio di esenzione dalle tasse per la suddetta cascina dalla duchessa Bianca Maria Visconti.
La dimora signorile, ancora in possesso dei Pestagalli, venne edificata proprio in località Pobbia nella prima metà del XVIII secolo.
Nel XIX secolo ai Pestagalli subentrarono i conti Della Somaglia, e dal 1890 la villa divenne di proprietà dei Balconi, che negli anni Novanta del Novecento ancora ne detenevano il possesso. I Balconi operarono un corposo intervento di restauro, con una nuova suddivisione degli spazi e l'aggiunta di piani abitabili, balconi e abbaini. Fino agli anni Ottanta la villa era provvista di un oratorio aperto al pubblico, ora visibile solo per frammenti, fatto costruire nel 1681 da Anna Crespi Recalcati, come ausilio per gli abitanti con figli.

## Architettura

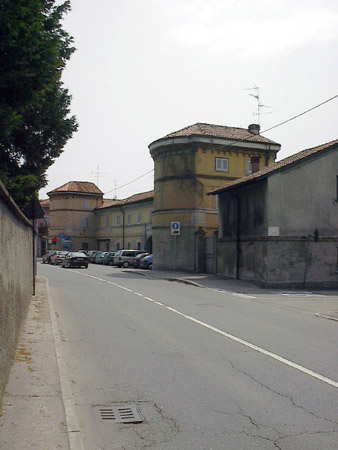
Aggregati rustici di Villa Somaglia

La dimora signorile, con impianto planimetrico ad L, risale alla prima metà del XVIII secolo. Al suo interno, sul lato maggiore, è presente un triportico che immette nel salone centrale e che conduce attraverso uno scalone al piano nobile.
Del giardino all'italiana, che è stato molto ridimensionato, sono visibili poche tracce.
Attraversando l'attuale via Marsala ci si trova di fronte agli aggregati rustici, composti da un lungo edificio caratterizzato da due tozze torri angolari di "foggia castellana" leggermente più alte rispetto al corpo centrale, adibito a residenza privata.